# Kościół św. Jakuba Apostoła w Ośnie Lubuskim
Kościół pw. św. Jakuba Apostoła w Ośnie Lubuskim – rzymskokatolicki kościół parafialny w Ośnie Lubuskim, w powiecie słubickim, w województwie lubuskim. Należy do dekanatu Rzepin w diecezji zielonogórsko-gorzowskiej.

## Historia
Jest to świątynia gotycka wzniesiona w latach 1298-1380, przebudowana i rozbudowana w 2 połowie XV i 1 połowie XVI stulecia oraz w 1834 roku. W 1538 roku została przejęta przez protestantów. W tym samym roku piorun zniszczył wieżę. Z kolei w 1596 roku wielki pożar zniszczył doszczętnie całe miasto razem ze świątynią – została spalona wieża, częściowo zawaliły się sklepienia, zostało zniszczone wyposażenie. Na początku XVII stulecia przeprowadzono prace remontowe, podczas których została odbudowana wieża, sklepienia i zostało ufundowane nowe wyposażenie. Po 1945 roku budowla została przejęta przez katolików i konsekrowana w dniu 8 grudnia 1963 roku.

## Architektura
W dzisiejszej formie jest to budowla o trzech nawach z wyodrębnionym prezbiterium i wysoką masywną wieżą ozdobioną blendami, mieszczącą się od zachodu oraz zakrystią i kruchtą od strony południowej.

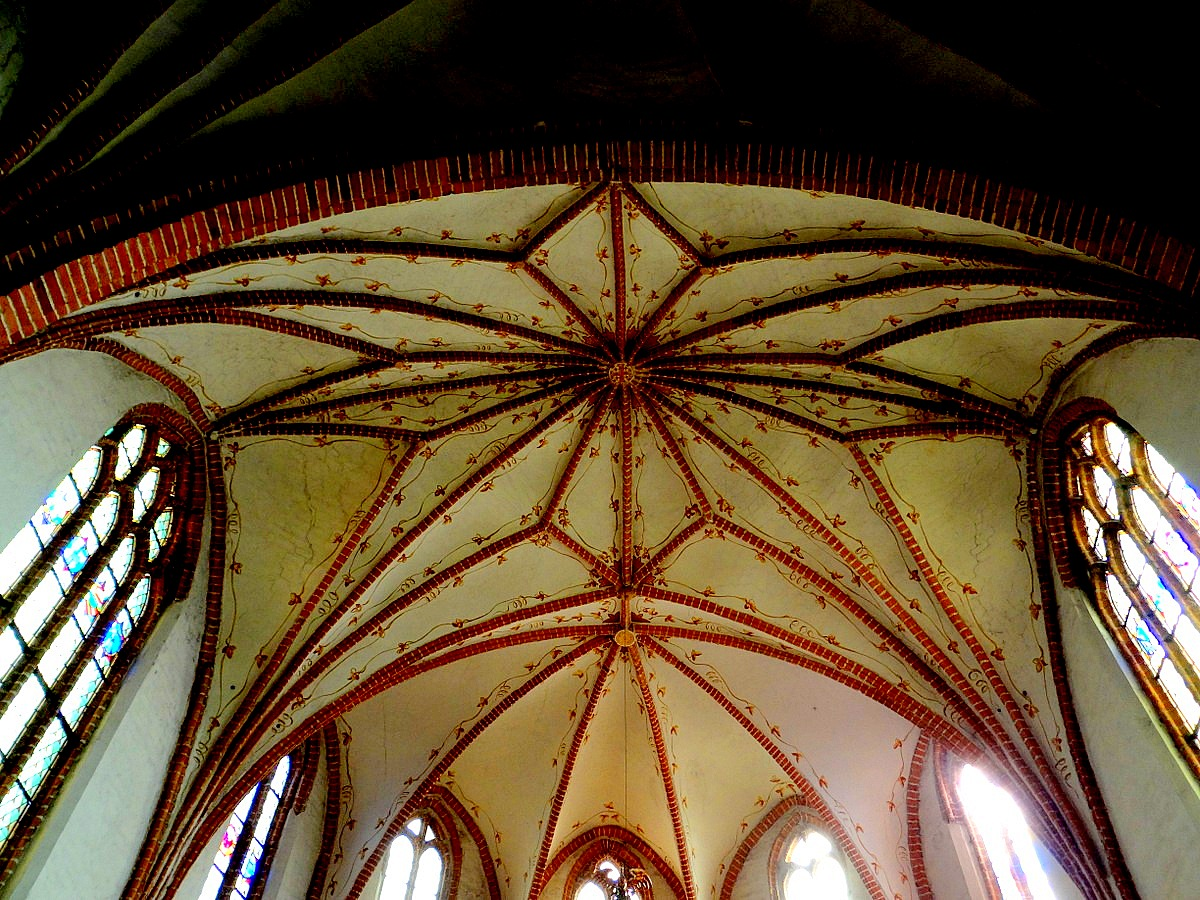
Sklepienie

## Wyposażenie
Wewnątrz znajdują się: ołtarz drewniany w stylu późnorenesansowym z 1627 roku, bogato polichromowany, ambona z 1619 roku, kamienna chrzcielnica z 1667 roku, drewniana skarbonka z 1658 roku, barokowy obraz Ukrzyżowanie z 1668 roku, dwie tablice z inskrypcjami informujące o odbudowie świątyni w 1608 roku (wykonana w XVIII wieku) i przeprowadzonych remontach w 1734 roku, organy wykonane w firmie Sauera w 1876 roku, wykonany w tym samym czasie neogotycki prospekt organowy, krzyż ołtarzowy z około 1884 roku, lichtarz wykonany w firmie Frageta z końca XIX stulecia i 2 dzwonki z połowy XIX wieku.